# José Cafaro
José María Cafaro, all'anagrafe Giuseppe Maria (Briatico, 21 luglio 1948), è un ex calciatore italiano, di ruolo portiere.

## Biografia
È nato in provincia di Catanzaro, ma presto emigrato con la famiglia in Argentina.

## Carriera
Esordì giovanissimo tra le file del Platense, uno dei tanti club di Buenos Aires, venendo poi tesserato dagli italiani del Milan nel 1973. Con i rossoneri non trovò mai spazio in prima squadra, chiuso da Enrico Albertosi, William Vecchi, Pierangelo Belli, Franco Tancredi, disputando una sola partita in Coppa Italia. Fu quindi prestato prima al Barletta nel 1973-1974 in Serie C e quindi successivamente, dopo un fugace ritorno a Milano, al Brescia nell'ottobre del 1975, con cui giocò da titolare due stagioni in Serie B.
Nel 1975-1976 con allenatore il suo compatriota Antonio Valentín Angelillo sfiorò la promozione in Serie A. Il Brescia si piazzò al quinto posto, e Cafaro giocò 25 partite dopo aver tolto la maglia di titolare a Borghese. Giocava in una squadra con compagni quali Alessandro Altobelli, Evaristo Beccalossi e Luigi Cagni. Rimase con le rondinelle anche nel torneo successivo in cui il Brescia andò male: Angelillo venne esonerato e la squadra con Mauro Bicicli in panchina si salvò per un punto dalla Serie C. Cafaro collezionò 27 presenze.
Passo quindi alla Pro Cavese neo promossa in Serie C, dove fu protagonista nei due campionati successivi con 38 presenze all'attivo il primo anno e altre 32 in quello dopo, nel quale ottenne la promozione nella neo-costituita Serie C1.
L'anno successivo lasciò il calcio italiano e fece ritorno in Argentina per indossare la maglia del Talleres di Cordoba, formazione della massima serie. In carriera ha collezionato complessivamente 52 presenze in Serie B.